# Kliniska Małe
Kliniska Małe – nieoficjalna nazwa części wsi Kliniska Wielkie w woj. zachodniopomorskim, w powiecie goleniowskim, w gminie Goleniów.
Obecnie jest to wschodnia część wsi Kliniska Wielkie, położonej na skraju Puszczy Goleniowskiej. Zabudowa usytuowana pomiędzy linią kolejową Szczecin-Świnoujście, a drogą S3.
Według zestawienia PRNG nazwa niestandaryzowana części wsi Kliniska Wielkie.
Pierwotnie jednak miejscowość leżała na północ od wsi Kliniska Wielkie. Obecnie teren pierwszej lokalizacji Klinisk Małych należy do Rurzycy. Historyczna zabudowa została zniszczona, występują tam już tylko budynki wybudowane w czasach współczesnych. Na mapach państwowych (Geoportal) ten teren został nazwany nazwą wsi jako uroczysko-dawna miejscowość. 
W okolicy znajduje się uroczysko Piekiełko.
Do 1945 r. niemiecką nazwą przysiółka była Klein Christinenberg. W 1948 r. ustalono urzędowo polską nazwę osady Kliniska Małe.